# Augustin Redondo
Augustin Redondo, né en 1934, est un professeur émérite de l'université Sorbonne-Nouvelle à Paris, spécialiste de l'Espagne du Siècle d'Or, du Don Quijote en particulier. Il fonde et dirige pendant vingt ans le Centre de recherche sur l'Espagne des XVIe et XVIIe siècles (CRES).

## Biographie
En 1939 à la suite de la guerre d'Espagne, sa famille se réfugie en France, son père étant républicain.
Il étudie à l'École Normale puis à l'École normale supérieure de Saint-Cloud et est agrégé d'espagnol,. Hispaniste, il a résidé à la Casa de Velázquez à Madrid en tant que chercheur membre de l'École des hautes études hispanistes pendant l'année 1964-1965.
C'est en 1974, qu'il passe sa thèse de doctorat « Antonio de Guevara (1480?-1545) et l'Espagne de son temps ». La thèse est publiée en 1976 (voir ci-dessous), et il rédige un article sur cet auteur pour l'encyclopédie Universalis. 
Il est professeur adjoint à la Sorbonne, professeur d'études hispaniques à l'université François-Rabelais de Tours et doyen de faculté de lettres, avant de devenir professeur de civilisation et littérature espagnoles des XVIe et XVIIe siècles à l'université Sorbonne-Nouvelle, dont il est aujourd'hui professeur émérite.
Augustin Redondo fonde le Centre de recherche sur l'Espagne des XVIe et XVIIe siècles qu'il dirige pendant vingt ans et est responsable du Groupe de recherche sur idéologies, mentalités et systèmes de représentations dans les pays de langues espagnole et portugaise (GRIMESREP).
Il est  académicien correspondant de l'Académie royale espagnole et de l'Académie de sciences de Lisbonne.

## Réception
Il est connu notamment pour avoir conçu une nouvelle manière de lire Don Quichotte.
Ses ouvrages ont fait l'objet de nombreuses recensions, en particulier sur Persée.

## Publications
On trouvera sur le site de l'Institut Cervantes les principaux ouvrages publiés par Augustin Redondo.

### Ouvrages
- Syntaxe de l'Espagnol moderne. Enseignement supérieur, avec Jean Coste, Paris : CDU-SEDES, 1965. 11e édition publiée  en 1998 par SEDES.
- Antonio de Guevara (1480?-1545) et l'Espagne de son temps : de la carrière officielle aux œuvres politico-morales, Genève, Droz, coll. « Travaux d'Humanisme et Renaissance » (no 148), janvier 1976, 883 p. (ISBN 978-2-600-03062-5, présentation en ligne)
- (es) Otra manera de leer «El Quijote». Historia, tradiciones culturales y literatura, Madrid : Castalia, 1997. Rééditions en 1998 et 2005.
- (es) Revisitando las culturas del Siglo de oro : Mentalidades, tradiciones culturales, creaciones paraliterarias y literarias, Salamanque : Ed. Universidad de Salamanca, 2007  (ISBN 9788478004225).

### Direction d'ouvrages
- Les mentalités dans la péninsule ibérique et en Amérique latine aux XVIe et XVIIe siècles. Histoire et problématique, Tours: Publications de l'Université, 1978, 196 p.
- L'Humanisme dans les lettres espagnoles, Paris: Vrin, 1979, 378 p.
- L'image du monde renversé et ses représentations littéraires et para-littéraires de la fin du XVIe siècle au milieu du XVIIe, avec Jean Lafond, Paris: Vrin, 1979, 198 p.
- Visages de la folie (1500-1650), avec André Rochon, Paris: Publications de la Sorbonne, 1981, 180 p.
- Les problèmes de l'exclusion en Espagne (XVIe – XVIIe siècles). Idéologie et discours, Paris: Publications de la Sorbonne, 1983, 296 p.; col. «Travaux du CRES», I.
- Les groupes dominants et leur(s) discours, Paris: Publications de la Sorbonne Nouvelle, 1984, 320 p.
- Amours légitimes-amours illégitimes en Espagne (XVIe – XVIIe siècles), Paris: Publications de la Sorbonne, 1985; col. «Travaux du CRES», II.
- Les discours des groupes dominés, Paris: Publications de la Sorbonne Nouvelle, 1986, 405 p.
- Autour des parentés réelles-parentés fictives en Espagne aux XVIe et XVIIe s". Histoire, mythe et littérature, Paris: Publications de la Sorbonne, 1987; col. «Travaux du CRES», III.
- Les parentés fictives en Espagne aux XVIe et XVIIe siècles, Paris: Publications de la Sorbonne, 1988 ; col. «Travaux du CRES», IV.
- Les médiations culturelles, Paris: Publications de la Sorbonne Nouvelle, 1989, 236 p.
- Le corps dans la société espagnole des XVIe et XVIIe siècles, Paris: Publications de la Sorbonne, 1990, 385 p.; col. «Travaux du CRES», V.
- Le pouvoir monarchique et ses supports idéologiques aux XIVe – XVIIe siècles, avec Jean Dufournet y Adelin Fiorato, Paris: Presses de la Sorbonne Nouvelle, 1990, 283 p., col. «La Modernité aux XVe – XVIIe siècles», 1.
- Les représentations de l'Autre dans l'espace ibérique et ibéro-américain, I, Paris: Presses de la Sorbonne Nouvelle, 1991, 258 p.
- Le corps comme métaphore dans l'Espagne des XVIe et XVIIe siècles, Paris: Publications de la Sorbonne, 1992, 358 p.; col. «Travaux du CRES», VII.
- L'image de l'Autre européen, XVe – XVIIe siècles, avec Jean Dufournet et Adelin Fiorato, Paris: Presses de la Sorbonne Nouvelle, 1992, 282 p.; col. «La Modernité aux XVe – XVIIe siècles», 2.
- Les représentations de l'Autre dans l'espace ibérique et ibéro-américain, II, Paris: Presses de la Sorbonne Nouvelle, 1993, 285 p.
- La peur de la mort en Espagne au siècle d'Or. Littérature et iconographie, Paris: Publications de la Sorbonne-Presses de la Sorbonne Nouvelle, 1993, 140 p.; col. «Travaux du CRES», VIII.
- L'individu face à la société. Quelques aspects des peurs sociales dans l'Espagne du Siècle d'Or, avec Marc Vitse, Toulouse: Presses Universitaires du Mirail, 1994, 125 p.; col. «Anejos de Criticón», 2.
- Images de la femme en Espagne aux XVIe et XVIIe siècles. Des traditions aux renouvellements et à l'émergence d'images nouvelles, Paris: Publications de la Sorbonne - PSN, 1994, 424 p.; col. «Travaux du CRES», IX.
- Relations entre hommes et femmes en Espagne aux XVIe et XVIIe siècles, Paris: Publications de la Sorbonne-PSN, 1995, 292 p.; col. «Travaux du CRES», X.
- Relations entre identités culturelles dans l'espace ibérique et ibéro-américain. I. Centre et périphérie, Paris: Presses de la Sorbonne Nouvelle, 1995, 292 p.
- La formation de l'enfant en Espagne aux XVIe et XVIIe siècles, Paris: Publications de la Sorbonne-PSN, 1996, 350 p.; col. «Travaux du CRES», XI.
- Les «Relaciones de sucesos» (canards) en Espagne (1500-1750), avec María Cruz García de Enterría, Henry Ettinghausen et Víctor Infantes, Alcalá-Paris: Publicaciones de la Universidad de Alcalá-Publications de la Sorbonne, 1996, 348p.; col. «Travaux du CRES», XII.
- Figures de l'enfance, Paris: Publications de la Sorbonne-PSN, 1997, 226 p.; col. «Travaux du CRES», XIII.
- Relations entre identités culturelles dans l'espace ibérique et ibéro-américain. II. Élites et masses, Paris: Presses de la Sorbonne Nouvelle, 1997, 292 p.
- Problèmes interculturels en Europe, XVe – XVIIe siècles, avec E. Baumgartner et A. Fiorato, Paris: Presses de la Sorbonne Nouvelle, 1998 ; col. «La Modernité aux XVe – XVIIe siècles», 3.
- L'écrit en Espagne au Siècle d'Or. Pratiques et représentations, avec Pedro Cátedra et María Luisa López Vidriero, Salamanca-Paris, Ed. Universidad de Salamanca-Publications de la Sorbonne, 1998, 293 p.; col. «Travaux du CRES», XIV.
- Représentation, écriture et pouvoir en Espagne à l'époque de Philippe III (1598-1621), avec Maria Grazia Profeti, Firenze-Paris: Università di Firenze-Publications de la Sorbonne, 1999, 176 p.; col. «Travaux du CRES», XV.
- Les discours sur le sac de Rome de 1527: pouvoir et littérature, Paris: Presses de la Sorbonne Nouvelle, 1999, 198 p.; col. «La Modernité aux XVe – XVIIe siècles», 4.
- Le pouvoir au miroir de la littérature dans l'Espagne des XVIe et XVIIe siècles, Paris: Publications de la Sorbonne-PSN, 2000, 244 p.; col. «Travaux du CRES», XVI.
- La prophétie comme arme de guerre des pouvoirs (XVe – XVIIe siècles), Paris: Presses de la Sorbonne Nouvelle, 2000, 453 p.; col. «La Modernité aux XVe – XVIIe siècles», 5.
- Le paradoxe entre littérature et pouvoir en Espagne (XVIe et XVIIe siècles), avec Pierre Civil et Giuseppe Grilli, Napoli-Paris: Instituto Universitario Orientale-Publications de la Sorbonne, 2002, 276 p.; col. «Travaux du CRES», XVIII.
- L'étude de la Renaissance «nunc et cras», avec Max Engammare, Marie-Madeleine Fragonard et Saverio Ricci, Genève: Librairie Droz, 2003; 395 p.; col. «Travaux d'Humanisme et Renaissance», CCCLXXXI.
- Autour de Marcel Bataillon. L'oeuvre, le savant, l'homme, avec Charles Amiel, Raymond Marcus y Jean-Claude Margolin, Paris: De Boccard, 2004, 295 p.
- Releyendo el «Quijote», cuatrocientos años después, Paris-Alcalá de Henares: Presses de la Sorbonne Nouvelle-Centro de Estudios Cervantinos, 2005, 212 p.; col. «Travaux du CRES», XIX.

## Distinctions
- Premio Internacional Antonio de Nebrija[2].
- Presea Cervantina de Guanajuato[2].